# Bosse Saxell
Bosse Saxell, född 19 oktober 1951 i Helsingborg, är en svensk musiker, låtskrivare, författare, konstnär och producent. 

## Biografi
Saxell började i sina tidiga tonår att skriva låtar inspirerad av bland andra Bob Dylan. Saxell bodde under i stort sett hela 1960-talet i Malmö. Han flyttade i början av 1970-talet till Eslöv där han arbetade som musiklärare. Han skrev där två musikaler för högstadiet och fortsatte att skriva låtar. En del av låtarna hamnade på den första skivan Två sexor Saxell som spelades in live på Bergaskolan i Eslöv tillsammans med yngre brodern Michael, även han musiker och låtskrivare. 
År 1976 flyttade Saxell till en gård i skogarna utanför Höör. I den egna studion arbetades den första plattan om Mörk fram, Mörk går på snö, som  uppmärksammades både i Sverige och Danmark.
Åtta år efter den sista Mörk-skivan Bara Mörk kom 1997 Skörda ut på det egna bolaget Early Morning Records. Skivan spelades in i Önneköp i Eversound Music Studios och gavs ut i eget namn. Bland andra medverkar Peps Persson, Maria Anderberg och Michael Saxell. En av Saxells medarbetare sedan Mörktiden, trumslagaren Janne Andersson och Håkan Nyberg, samt Roland Gottlow är också med på Skörda. Ytterligare sex år gick innan nästa skiva släpptes, alltså 2003. Denna gång en cd med namnet Hund och katt på det då både dansk- och svenskbaserade skivbolaget Hep Town Records. Bland gästerna märks den danska sångaren Anne Dorte Michelsen, Karin Glenmark, Östen Warnerbring, jazzmusikern Cennet Jönsson (som även medverkade på Skörda), Peps Persson, Danne Stråhed, Bengt Jelvefors, Roland Gottlow, Kerstin Saxell, Michael Saxell, Jaques Werup, Kjell Edstrand, Pascal Bjerrehus med flera. 
I september 2008 släpptes Lycka där den danska gitarristen Sören Reiff medverkar samt sångarna Sascha Dupont, Helle Henning och Veronica Mortensen. Från Sverige medverkar bland andra Peps Persson, Svante Thuresson, Peter Anthonsson, Cecilia Salazar, Mikael Wiehe, Cennet Jönsson, Mikael Neumann, Roland Gottlow, Pascal Bjerrehus och Bosse Saxells fru Kerstin Saxell, som skrivit körarrangemangen till flera av låtarna. En av låtarna "Om inte du" har Saxell skrivit tillsammans med en av sina söner; Karl.
Bosse Saxell tilldelades 2009 Johnny Bode-stipendiet på 10 000 kronor. Priset delades ut under högtidliga former på en anrik restaurang i Malmö på Saxells födelsedag den 19 oktober.

## Diskografi
- 1975 – Två sexor Saxell
- 1985 – Mörk går på snö
- 1986 – Mörk går igen
- 1988 – Ensam i stan
- 1989 – Bara Mörk
- 1997 – Skörda
- 2003 – Hund och katt
- 2008 – Lycka

- Singel 1985 - Vilda Hundar/Banka Hårt På Stora Trumman
- Singel 2020 - Sommaren Kom

Samtliga ovanstående finns på Spotify samt en hel del videor på YouTube.